# بهرنگ علوی
بهرنگ علوی (زادهٔ ۱ فروردین ۱۳۵۹) بازیگر اهل ایران است. او دیپلم افتخار بازیگری مرد از سی و چهارمین دوره جشنواره تئاتر فجر را برای نمایش زبان اصلی دریافت کرد. او برای بازی در دربند (۱۳۹۱) نامزد سیمرغ بلورین بهترین بازیگر نقش مکمل مرد جشنواره فیلم فجر شد.

## زندگی
بهرنگ علوی در یکم فروردین ماه ۱۳۵۹ در بیمارستان آزادی تهران به دنیا آمد. وی تک فرزند از یک خانواده سه‌نفره اصالتاً اهل آمل است. پدر او فرهنگی بازنشسته و از مدیران آموزش و پرورش و مادرش از مدیران شرکت مخابرات است. وی مجرد است و دارای مدرک فوق دیپلم نقشه‌کشی با کامپیوتر می‌باشد. همچنین فارغ‌التحصیل بازیگری از اولین دوره فارغ‌التحصیلان مؤسسه فرهنگی - هنری کارنامه است.
او از کودکی بسیار به بازیگری علاقه داشت و بازیگری را از تئاتر مدرسه آغاز کرد. در نوجوانی با یک تئاتر مدرسه‌ای، بهترین بازیگر منطقه ۶ آموزش و پرورش و نیز استان تهران شد. پس از آن، در سال ۱۳۷۰ برای تئاتر آدمک چوبی به کارگردانی جهانگیر طاهری به صورت رسمی و حرفه‌ای انتخاب شد و در سالن قشقایی مجموعه تئاتر شهر روی صحنه رفت.
علوی اولین تجربه کار تصویری را با مجموعه برنامه‌های دوربین مخفی به کارگردانی امیرحسین قهرائی آغاز کرد. پس از چند سال وقفه به دلیل ادامه تحصیل، مجدداً فعالیت خود را با تئاتر از سر گرفت که در این بین، شاگرد اساتیدی همچون محمد رحمانیان، حمید امجد، مهتاب نصیرپور، پرویز پرستویی، آتیلا پسیانی، رؤیا تیموریان، پانته آ بهرام و حبیب رضایی بود. پس از آن، به انجمن سینمای فیلم کوتاه پیوست و در چند فیلم کوتاه جشنواره‌ای حضور یافت. به واسطه نقش‌آفرینی در فیلم‌های کوتاه، برای فیلم عیار ۱۴ (۱۳۸۷) به کارگردانی پرویز شهبازی انتخاب شد و با تک‌سکانسی که در فیلم داشت، به سینما معرفی شد. سپس، شروع اتفاق‌های حرفه‌ای برای او رقم خورد. برای فیلم دربند (۱۳۹۱، پرویز شهبازی) نامزد نقش مکمل مرد از سی و یکمین دوره جشنواره فیلم فجر و برای بازی در نمایش «زبان اصلی» (رسول کاهانی) برنده دیپلم افتخار بازیگری مرد از سی و چهارمین دوره جشنواره تئاتر فجر شد.
بهرنگ علوی علاوه بر حرفه بازیگری، به عکاسی، نویسندگی و طراحی مد مشغول است. وی همچنین سفیر حمایت از کودکان کار، زنان بدسرپرست و سرپرست خانوار و نیز برگزارکننده گالری‌ها و بازارچه‌های خیریه است. بهرنگ علوی در ورزش‌های شنا، اتومبیلرانی، یوگا و بیلیارد تبحر دارد. تیم مورد علاقه او در فوتبال پرسپولیس تهران و باشگاه فوتبال یوونتوس ایتالیا و بازیکن مورد علاقه او در فوتبال احمدرضا عابدزاده است. علوی در دیدار خداحافظی عابدزاده برابر بایرن مونیخ در روزهایی که کمتر شناخته شده بود، در ورزشگاه آزادی حضور داشت. او در حالی که تصویر عابدزاده را در اختیار داشت، در قاب دوربین نادر داوودی جا گرفت و با بازنشر این عکس بعد از یک دهه، تبدیل به سوژه جذابی شد.

## فیلم‌شناسی

### سینما
| سال  | عنوان                 | نقش           | کارگردان          | یادداشت |
| ---- | --------------------- | ------------- | ----------------- | ------- |
| ۱۳۷۸ | متولد ماه مهر         | دانشجوی بسیجی | احمدرضا درویش     |         |
| ۱۳۸۳ | دیشب باباتو دیدم آیدا |               | رسول صدرعاملی     |         |
| ۱۳۸۵ | چند روز بعد           |               | نیکی کریمی        |         |
| ۱۳۸۷ | عیار ۱۴               | مجتبی         | پرویز شهبازی      |         |
| ۱۳۸۸ | ندارها                | ابی           | محمدرضا عرب       |         |
| ۱۳۸۸ | زیگزاگ                | فریدون        | مجید توکلی        |         |
| ۱۳۸۹ | گزارش یک جشن          | محمود         | ابراهیم حاتمی کیا |         |
| ۱۳۹۱ | دربند                 | بهرنگ         | پرویز شهبازی      |         |
| ۱۳۹۲ | این یک رویاست         |               | محمود غفاری       |         |
| ۱۳۹۳ | مرگ ماهی              | رضا           | روح‌الله حجازی     |         |
| ۱۳۹۴ | امکان مینا            | فریبرز        | کمال تبریزی       |         |
| ۱۳۹۴ | لانتوری               | سعید          | رضا درمیشیان      |         |
| ۱۳۹۵ | سد معبر               |               | محسن قرایی        |         |
| ۱۳۹۵ | رفتن                  | موسی          | نوید محمودی       |         |
| ۱۳۹۶ | دشمن زن               |               | کریم امینی        |         |
| ۱۳۹۷ | مدیترانه              |               | هادی حاجتمند      |         |
| ۱۳۹۷ | تگزاس ۲               | سیروس         | سید مسعود اطیابی  |         |
| ۱۳۹۷ | ژن خوک                | روزبه         | سعید سهیلی        |         |
| ۱۳۹۸ | تا ابد                | عباس          | امید امین نگارشی  |         |
| ۱۳۹۹ | گیج گاه               | اصغر          | عادل تبریزی       |         |
| ۱۳۹۹ | شهربانو               | ابراهیم       | مریم بحرالعلومی   |         |
| ۱۴۰۰ | شادروان               | دایی اسد      | حسین نمازی        |         |
| ۱۴۰۱ | شماره ۱۰              |               | حمید زرگرنژاد     |         |
| ۱۴۰۱ | رکسانا                | سیا           | پرویز شهبازی      |         |
| ۱۴۰۲ | خجالت نکش ۲           | منوچهر        | رضا مقصودی        |         |
| ۱۴۰۲ | مفت‌بر                 | پرهام         | عادل تبریزی       |         |
| ۱۴۰۳ | جزایر قناری           |               | عادل معصومیان     |         |

### تلویزیون
| سال       | عنوان           | کارگردان                  | نقش            | یادداشت |
| --------- | --------------- | ------------------------- | -------------- | ------- |
| ۱۳۸۸      | نردبام آسمان    | محمدحسین لطیفی            | قاضی زاده رومی |         |
| ۱۳۸۹      | قفسی برای پرواز | یوسف سیدمهدوی             | پرویز          |         |
| ۱۳۹۴      | معمای شاه       | محمدرضا ورزی              | حسین فردوست    |         |
| ۱۳۹۵      | هشت و نیم دقیقه | شهرام شاه‌حسینی            | فرزین رحیمی    |         |
| ۱۳۹۷      | بر سر دوراهی    | بهرنگ توفیقی              | سینا           |         |
| ۱۳۹۷      | احضار روح       | محمدرضا آهنج              | سهراب          |         |
| ۱۳۹۹      | پرگار           | شهرام شاه‌حسینی            | فراز           |         |
| ۱۳۹۹      | سرزده           | بهادر اسدی                | اصلان          |         |
| ۱۳۹۹–۱۴۰۱ | ارثیه پدری      | میلاد بنایی و مهدی نقویان | فریدون جم      |         |

### شبکه نمایش خانگی
| سال  | عنوان              | نقش            | کارگردان        | یادداشت   |
| ---- | ------------------ | -------------- | --------------- | --------- |
| ۱۳۹۹ | دادزن              | شهرام          | سیامک خواجه وند |           |
| ۱۳۹۹ | شبهای مافیا        | خودش           | سعید ابوطالب    |           |
| ۱۴۰۰ | ساخت ایران ۳       | ظلی            | بهمن گودرزی     |           |
| ۱۴۰۰ | سودا               |                | ایمان یزدی      |           |
| ۱۴۰۲ | تی‌ان‌تی             | خودش           | حامد آهنگی      |           |
| ۱۴۰۲ | سیاه‌چاله           | ایت آقا بابایی | حسین نمازی      |           |
| ۱۴۰۲ | اسکار              | خودش           | مهران مدیری     | برنده شد  |
| ۱۴۰۲ | شب‌های مافیا:زودیاک | خودش           | محمدرضا رضاییان |           |
| ۱۴۰۳ | جوکر ۲             | خودش           | احسان علیخانی   | برنده نشد |
| ۱۴۰۳ | ازازیل             | مهران          | حسن فتحی        |           |
| ۱۴۰۳ | خجالت نکش          | منوچهر         | رضا مقصودی      |           |

### تئاتر
- آمدم… نبودی
- نمایشی برای تو
- قرمز و دیگران
- زبان اصلی
- دریازدگی
- ترن
- مو
- دی‌روز
- قاشق خالی
- آدمک چوبی

## جوایز و افتخارات
1. نامزد نقش مکمل بازیگری مرد در سی و یکمین دوره جشنواره فیلم فجر برای فیلم دربند به کارگردانی پرویز شهبازی، سال ۱۳۹۱
2. دریافت دیپلم افتخار بازیگری مرد از سی و چهارمین دوره جشنواره تئاتر فجر برای نمایش زبان اصلی به کارگردانی رسول کاهانی، سال ۱۳۹۴
3. کاندیدای بازیگری برای سریال هشت و نیم دقیقه به کارگردانی شهرام شاه‌حسینی در جشن دنیای تصویر، سال ۱۳۹۵